# Grand Slam of Darts 2017
De Grand Slam of Darts 2017, ook bekend onder de naam Bwin Grand Slam of Darts vanwege de sponsor Bwin, was de elfde editie van de Grand Slam of Darts georganiseerd door de PDC. Het toernooi werd gehouden van 11 tot en met 19 november in de Wolverhampton Civic Hall, Wolverhampton.
Titelverdediger was Michael van Gerwen, hij won het toernooi in 2016 voor de tweede maal door in de finale James Wade met 16–8 te verslaan. Deze editie wist hij ook te winnen door in de finale Peter Wright te verslaan.

## Prijzengeld
Het prijzengeld in 2017 steeg ten opzichte van 2016 tot £450.000.
| Plaats (aantal spelers) | Plaats (aantal spelers) | Prijzengeld (Totaal: £450,000) |
| ----------------------- | ----------------------- | ------------------------------ |
| Winnaar                 | (1)                     | £112,500 *                     |
| Runner-up               | (1)                     | £55,000                        |
| Halvefinalisten         | (2)                     | £28,500                        |
| Kwartfinalisten         | (4)                     | £16,000                        |
| Laatste 16              | (8)                     | £10,000                        |
| Groepswinnaar bonus     | (8)                     | £5,000                         |
| Derde in groep          | (8)                     | £3,000                         |
| Vierde in groep         | (8)                     | £2,500                         |

* Het oorspronkelijke bedrag voor de winnaar was vastgesteld op £110,000. Michael van Gerwen kreeg echter £112,500 omdat hij zijn titel wist te prolongeren.

## Kwalificatie

### Kwalificatie toernooien
Opmerking: Schuingedrukte spelers waren al gekwalificeerd 

### PDC hoofdtoernooien
Maximaal 16 spelers konden zich via deze toernooien plaatsen, waarbij de positie in de lijst de waarde van de kwalificatie aangaf.
| Toernooi                     | Jaar | Positie    | Speler                                   |
| ---------------------------- | ---- | ---------- | ---------------------------------------- |
| PDC World Darts Championship | 2017 | Winnaar    | Michael van Gerwen                       |
| Grand Slam of Darts          | 2016 | Winnaar    | Michael van Gerwen                       |
| Premier League Darts         | 2017 | Winnaar    | Michael van Gerwen                       |
| World Matchplay              | 2017 | Winnaar    | Phil Taylor                              |
| World Grand Prix             | 2017 | Winnaar    | Daryl Gurney                             |
| Players Championship Finals  | 2016 | Winnaar    | Michael van Gerwen                       |
| UK Open                      | 2017 | Winnaar    | Peter Wright                             |
| European Darts Championship  | 2017 | Winnaar    | Michael van Gerwen                       |
| The Masters                  | 2017 | Winnaar    | Michael van Gerwen                       |
| PDC World Youth Championship | 2016 | Winnaar    | Corey Cadby                              |
| Champions League of Darts    | 2017 | Winnaar    | Mensur Suljović                          |
| World Series of Darts        | 2017 | Winnaar    | Michael van Gerwen                       |
| World Cup of Darts           | 2017 | Winnaars   | Michael van Gerwen Raymond van Barneveld |
| PDC World Darts Championship | 2017 | Runner-up  | Gary Anderson                            |
| Grand Slam of Darts          | 2016 | Runner-up  | James Wade                               |
| Premier League Darts         | 2017 | Runner-up  | Peter Wright                             |
| World Matchplay              | 2017 | Runner-up  | Peter Wright                             |
| World Grand Prix             | 2017 | Runner-up  | Simon Whitlock                           |
| Players Championship Finals  | 2016 | Runner-up  | Dave Chisnall                            |
| UK Open                      | 2017 | Runner-up  | Gerwyn Price                             |
| European Darts Championship  | 2017 | Runner-up  | Rob Cross                                |
| The Masters                  | 2017 | Runner-up  | Gary Anderson                            |
| PDC World Youth Championship | 2016 | Runner-up  | Berry van Peer                           |
| World Series of Darts        | 2017 | Runner-up  | Gary Anderson                            |
| Champions League of Darts    | 2017 | Runner-up  | Gary Anderson                            |
| World Cup of Darts           | 2017 | Runners-up | Gerwyn Price Mark Webster                |

#### PDC European Tour
Als er zich via de PDC hoofdtoernooien minder dan 16 spelers kwalificeerden werden de resterende plaatsen aangevuld via kwalificatie in reservetoernooien. De eerste reeks toernooien waar kwalificatie afgedwongen kon worden waren de European Tour toernooien van de PDC Pro Tour 2017.
| Toernooi           | #                              | Positie | Speler             |
| ------------------ | ------------------------------ | ------- | ------------------ |
| European Tour 2017 | Dutch Darts Masters 2017       | Winnaar | Michael van Gerwen |
| European Tour 2017 | German Darts Masters 2017      | Winnaar | Michael van Gerwen |
| European Tour 2017 | Gibraltar Darts Trophy 2017    | Winnaar | Michael Smith      |
| European Tour 2017 | European Darts Matchplay 2017  | Winnaar | Michael van Gerwen |
| European Tour 2017 | Austrian Darts Open 2017       | Winnaar | Michael van Gerwen |
| European Tour 2017 | European Darts Open 2017       | Winnaar | Peter Wright       |
| European Tour 2017 | International Darts Open 2017  | Winnaar | Peter Wright       |
| European Tour 2017 | European Darts Trophy 2017     | Winnaar | Michael van Gerwen |
| European Tour 2017 | European Darts Grand Prix 2017 | Winnaar | Peter Wright       |
| European Tour 2017 | German Darts Championship 2017 | Winnaar | Peter Wright       |

#### Players Championships
Als er zich via de PDC hoofdtoernooien en de European Tour minder dan 16 spelers kwalificeerden werden de resterende plaatsen aangevuld met reservetoernooien. De tweede reeks toernooien waarmee de kwalificatie afgedwongen kon worden waren de Players Championships toernooien van de PDC Pro Tour 2017. Dit was niet van toepassing tijdens deze editie.

#### PDC Qualifier
Nog 8 andere plaatsen voor de Grand Slam of Darts werden vergeven tijdens een PDC Qualifier die gehouden werd op 6 november 2016 in Wigan. De volgende spelers plaatsten zich via dit toernooi:
- James Wilson
- Robbie Green
- Joe Murnan
- Alan Norris
- Jeffrey de Zwaan
- Darren Webster
- Steve Lennon
- Stephen Bunting

#### BDO hoofdtoernooien
Dit toernooi is uniek, omdat er zich, naast darters uit de PDC, ook een aantal darters uit de BDO kwalificeren. 4 spelers plaatsten zich door deelname aan een hoofdtoernooi van de BDO.
| Toernooi                     | Jaar | Positie   | Speler        |
| ---------------------------- | ---- | --------- | ------------- |
| BDO World Darts Championship | 2017 | Winnaar   | Glen Durrant  |
| BDO World Darts Championship | 2017 | Runner-up | Danny Noppert |
| World Masters                | 2016 | Winnaar   | Glen Durrant  |
| BDO World Trophy             | 2017 | Winnaar   | Peter Machin  |

### BDO Qualifiers
Daarnaast werden er nog vijf plaatsen vergeven namens de BDO. Dit was de top 5 niet-gekwalificeerde spelers van de BDO Invitation Ranking op 30 september.
- Mark McGeeney
- Jamie Hughes
- Scott Mitchell
- Ross Montgomery
- Cameron Menzies

## Gekwalificeerde spelers
De volgende 32 spelers hadden zich gekwalificeerd voor de Grand Slam of Darts 2017:
PDC
- Gary Anderson
- Raymond van Barneveld
- Stephen Bunting
- Corey Cadby
- Dave Chisnall
- Rob Cross
- Michael van Gerwen
- Robbie Green

PDC
- Daryl Gurney
- Steve Lennon
- Joe Murnan
- Alan Norris
- Berry van Peer
- Gerwyn Price
- Michael Smith
- Mensur Suljović

PDC
- Phil Taylor
- James Wade
- Darren Webster
- Mark Webster
- Simon Whitlock
- James Wilson
- Peter Wright
- Jeffrey de Zwaan

BDO
- Glen Durrant
- Jamie Hughes
- Peter Machin
- Mark McGeeney
- Cameron Menzies
- Scott Mitchell
- Ross Montgomery
- Danny Noppert

## Groepsfase

### Potindeling
In Pot A kwamen de top 8 van de PDC Order of Merit. Deze spelers waren geplaatst. In Pot B kwamen de 8 overige spelers die zich geplaatst hadden via de hoofdtoernooien. In Pot C de 8 spelers die zich geplaatst hadden via de PDC Qualifier. In Pot D kwamen de 8 BDO-spelers. 
| Pot A | Pot B | Pot C | Pot D |
| --- | --- | --- | --- |
| Michael van Gerwen (1) Peter Wright (2) Gary Anderson (3) Daryl Gurney (4) Phil Taylor (5) Mensur Suljović (6) Dave Chisnall (7) Raymond van Barneveld (8) | Michael Smith Simon Whitlock James Wade Gerwyn Price Rob Cross Alan Norris Darren Webster Stephen Bunting | Corey Cadby Berry van Peer Mark Webster James Wilson Robbie Green Joe Murnan Jeffrey de Zwaan Steve Lennon | Glen Durrant Danny Noppert Peter Machin Mark McGeeney Jamie Hughes Scott Mitchell Ross Montgomery Cameron Menzies |

| Legenda kleuren in de tabellen                                 |
| -------------------------------------------------------------- |
| Groepswinnaars en nummers twee gaan door naar de tweede ronde. |
| Uitgeschakeld                                                  |

#### Groep A
| Datum   | Speler             | Gemiddelde | Score | Gemiddelde | Speler          |
| ------- | ------------------ | ---------- | ----- | ---------- | --------------- |
| 11 nov. | Rob Cross          | (103.87)   | 5 – 1 | (87.26)    | Joe Murnan      |
| 11 nov. | Michael van Gerwen | (100.95)   | 5 – 1 | (97.24)    | Ross Montgomery |
| 12 nov. | Joe Murnan         | (86.29)    | 3 – 5 | (100.96)   | Ross Montgomery |
| 12 nov. | Michael van Gerwen | (107.87)   | 5 – 4 | (104.70)   | Rob Cross       |
| 14 nov. | Michael van Gerwen | (108.29)   | 5 – 2 | (93.40)    | Joe Murnan      |
| 14 nov. | Rob Cross          | (105.76)   | 5 – 2 | (87.43)    | Ross Montgomery |

| Pos. | Speler                 | Wedstrijden | Wedstrijden | Wedstrijden | Legs | Legs | Legs  | Punten |
| ---- | ---------------------- | ----------- | ----------- | ----------- | ---- | ---- | ----- | ------ |
| Pos. | Speler                 | G           | W           | V           | LV   | LT   | Saldo | Punten |
| 1    | Michael van Gerwen (1) | 3           | 3           | 0           | 15   | 7    | +8    | 6      |
| 2    | Rob Cross              | 3           | 2           | 1           | 14   | 8    | +6    | 4      |
| 3    | Ross Montgomery        | 3           | 1           | 2           | 8    | 13   | −5    | 2      |
| 4    | Joe Murnan             | 3           | 0           | 3           | 6    | 15   | −9    | 0      |

#### Groep B
| Datum   | Speler                | Gemiddelde | Score | Gemiddelde | Speler       |
| ------- | --------------------- | ---------- | ----- | ---------- | ------------ |
| 11 nov. | Gerwyn Price          | (102.83)   | 5 – 3 | (96.90)    | Steve Lennon |
| 11 nov. | Raymond van Barneveld | (98.77)    | 5 – 1 | (85.13)    | Jamie Hughes |
| 12 nov. | Steve Lennon          | (100.20)   | 5 – 0 | (74.29)    | Jamie Hughes |
| 12 nov. | Raymond van Barneveld | (98.81)    | 5 – 4 | (101.10)   | Gerwyn Price |
| 14 nov. | Raymond van Barneveld | (98.37)    | 5 – 2 | (94.74)    | Steve Lennon |
| 14 nov. | Gerwyn Price          | (89.45)    | 1 – 5 | (92.34)    | Jamie Hughes |

| Pos. | Speler                    | Wedstrijden | Wedstrijden | Wedstrijden | Legs | Legs | Legs  | Punten |
| ---- | ------------------------- | ----------- | ----------- | ----------- | ---- | ---- | ----- | ------ |
| Pos. | Speler                    | G           | W           | V           | LV   | LT   | Saldo | Punten |
| 1    | Raymond van Barneveld (8) | 3           | 3           | 0           | 15   | 7    | +8    | 6      |
| 2    | Steve Lennon              | 3           | 1           | 2           | 10   | 10   | 0     | 2      |
| 3    | Gerwyn Price              | 3           | 1           | 2           | 10   | 13   | −3    | 2      |
| 4    | Jamie Hughes              | 3           | 1           | 2           | 6    | 11   | −5    | 2      |

#### Groep C
| Datum   | Speler       | Gemiddelde | Score | Gemiddelde | Speler       |
| ------- | ------------ | ---------- | ----- | ---------- | ------------ |
| 11 nov. | James Wade   | (83.74)    | 1 – 5 | (88.42)    | Robbie Green |
| 11 nov. | Phil Taylor  | (99.13)    | 5 – 1 | (85.82)    | Peter Machin |
| 12 nov. | James Wade   | (91.47)    | 5 – 1 | (85.12)    | Peter Machin |
| 12 nov. | Phil Taylor  | (99.39)    | 5 – 4 | (98.98)    | Robbie Green |
| 14 nov. | Phil Taylor  | (84.88)    | 3 – 5 | (91.19)    | James Wade   |
| 14 nov. | Robbie Green | (79.06)    | 3 – 5 | (79.53)    | Peter Machin |

| Pos. | Speler          | Wedstrijden | Wedstrijden | Wedstrijden | Legs | Legs | Legs  | Punten |
| ---- | --------------- | ----------- | ----------- | ----------- | ---- | ---- | ----- | ------ |
| Pos. | Speler          | G           | W           | V           | LV   | LT   | Saldo | Punten |
| 1    | Phil Taylor (5) | 3           | 2           | 1           | 13   | 10   | +3    | 4      |
| 2    | James Wade      | 3           | 2           | 1           | 11   | 9    | +2    | 4      |
| 3    | Robbie Green    | 3           | 1           | 2           | 12   | 11   | +1    | 2      |
| 4    | Peter Machin    | 3           | 1           | 2           | 7    | 13   | −6    | 2      |

#### Groep D
| Datum   | Speler          | Gemiddelde                      | Score                           | Gemiddelde                      | Speler         |
| ------- | --------------- | ------------------------------- | ------------------------------- | ------------------------------- | -------------- |
| 11 nov. | Darren Webster  | (86.07)                         | 3 – 5                           | (90.51)                         | Mark Webster   |
| 11 nov. | Daryl Gurney    | (97.00)                         | 5 – 1                           | (92.65)                         | Danny Noppert  |
| 12 nov. | Darren Webster  | (103.44)                        | 5 – 2                           | (98.57)                         | Danny Noppert  |
| 12 nov. | Daryl Gurney    | (96.08)                         | 5 – 3                           | (90.55)                         | Mark Webster   |
| 14 nov. | Daryl Gurney    | (98.80)                         | 5 – 1                           | (88.59)                         | Darren Webster |
| 14 nov. | Mark Webster    | (92.52)                         | 2 – 5                           | (90.08)                         | Danny Noppert  |
| 14 nov. | Darren Webster* | 301 – 298 (nine-dart shoot-out) | 301 – 298 (nine-dart shoot-out) | 301 – 298 (nine-dart shoot-out) | Mark Webster   |

| Pos. | Speler           | Wedstrijden | Wedstrijden | Wedstrijden | Legs | Legs | Legs  | Punten |
| ---- | ---------------- | ----------- | ----------- | ----------- | ---- | ---- | ----- | ------ |
| Pos. | Speler           | G           | W           | V           | LV   | LT   | Saldo | Punten |
| 1    | Daryl Gurney (4) | 3           | 3           | 0           | 15   | 5    | +10   | 6      |
| 2    | Darren Webster*  | 3           | 1           | 2           | 9    | 12   | −3    | 2      |
| 3    | Mark Webster*    | 3           | 1           | 2           | 10   | 13   | −3    | 2      |
| 4    | Danny Noppert    | 3           | 1           | 2           | 8    | 12   | −4    | 2      |

#### Groep E
| Datum   | Speler       | Gemiddelde | Score | Gemiddelde | Speler       |
| ------- | ------------ | ---------- | ----- | ---------- | ------------ |
| 11 nov. | Alan Norris  | (86.82)    | 5 – 4 | (85.33)    | Corey Cadby  |
| 11 nov. | Peter Wright | (102.84)   | 2 – 5 | (106.05)   | Glen Durrant |
| 12 nov. | Peter Wright | (98.88)    | 5 – 0 | (90.21)    | Corey Cadby  |
| 12 nov. | Alan Norris  | (92.78)    | 3 – 5 | (103.50)   | Glen Durrant |
| 13 nov. | Peter Wright | (98.68)    | 5 – 4 | (92.50)    | Alan Norris  |
| 13 nov. | Corey Cadby  | (97.49)    | 5 – 4 | (96.80)    | Glen Durrant |

| Pos. | Speler           | Wedstrijden | Wedstrijden | Wedstrijden | Legs | Legs | Legs  | Punten |
| ---- | ---------------- | ----------- | ----------- | ----------- | ---- | ---- | ----- | ------ |
| Pos. | Speler           | G           | W           | V           | LV   | LT   | Saldo | Punten |
| 1    | Glen Durrant     | 3           | 2           | 1           | 14   | 10   | +4    | 4      |
| 2    | Peter Wright (2) | 3           | 2           | 1           | 12   | 9    | +3    | 4      |
| 3    | Alan Norris      | 3           | 1           | 2           | 12   | 14   | −2    | 2      |
| 4    | Corey Cadby      | 3           | 1           | 2           | 9    | 14   | −5    | 2      |

#### Groep F
| Datum   | Speler           | Gemiddelde | Score | Gemiddelde | Speler           |
| ------- | ---------------- | ---------- | ----- | ---------- | ---------------- |
| 11 nov. | Stephen Bunting  | (97.02)    | 5 – 4 | (96.69)    | Jeffrey de Zwaan |
| 11 nov. | Dave Chisnall    | (93.30)    | 5 – 2 | (100.02)   | Scott Mitchell   |
| 12 nov. | Jeffrey de Zwaan | (91.80)    | 3 – 5 | (86.95)    | Scott Mitchell   |
| 12 nov. | Dave Chisnall    | (85.43)    | 2 – 5 | (90.55)    | Stephen Bunting  |
| 13 nov. | Dave Chisnall    | (96.58)    | 4 – 5 | (98.08)    | Jeffrey de Zwaan |
| 13 nov. | Stephen Bunting  | (97.28)    | 5 – 4 | (93.50)    | Scott Mitchell   |

| Pos. | Speler            | Wedstrijden | Wedstrijden | Wedstrijden | Legs | Legs | Legs  | Punten |
| ---- | ----------------- | ----------- | ----------- | ----------- | ---- | ---- | ----- | ------ |
| Pos. | Speler            | G           | W           | V           | LV   | LT   | Saldo | Punten |
| 1    | Stephen Bunting   | 3           | 3           | 0           | 15   | 10   | +5    | 6      |
| 2    | Dave Chisnall (7) | 3           | 1           | 2           | 11   | 12   | −1    | 2      |
| 3    | Jeffrey de Zwaan  | 3           | 1           | 2           | 12   | 14   | −2    | 2      |
| 4    | Scott Mitchell    | 3           | 1           | 2           | 11   | 13   | −2    | 2      |

#### Groep G
| Datum   | Speler          | Gemiddelde | Score | Gemiddelde | Speler        |
| ------- | --------------- | ---------- | ----- | ---------- | ------------- |
| 11 nov. | Michael Smith   | (97.13)    | 5 – 3 | (91.91)    | James Wilson  |
| 11 nov. | Mensur Suljović | (93.83)    | 5 – 2 | (81.03)    | Mark McGeeney |
| 12 nov. | James Wilson    | (92.47)    | 5 – 2 | (85.22)    | Mark McGeeney |
| 12 nov. | Mensur Suljović | (102.84)   | 5 – 4 | (100.79)   | Michael Smith |
| 13 nov. | Mensur Suljović | (98.48)    | 5 – 4 | (99.72)    | James Wilson  |
| 13 nov. | Michael Smith   | (104.90)   | 5 – 4 | (100.40)   | Mark McGeeney |

| Pos. | Speler              | Wedstrijden | Wedstrijden | Wedstrijden | Legs | Legs | Legs  | Punten |
| ---- | ------------------- | ----------- | ----------- | ----------- | ---- | ---- | ----- | ------ |
| Pos. | Speler              | G           | W           | V           | LV   | LT   | Saldo | Punten |
| 1    | Mensur Suljović (6) | 3           | 3           | 0           | 15   | 10   | +5    | 6      |
| 2    | Michael Smith       | 3           | 2           | 1           | 14   | 12   | +2    | 4      |
| 3    | James Wilson        | 3           | 1           | 2           | 12   | 12   | 0     | 2      |
| 4    | Mark McGeeney       | 3           | 0           | 3           | 8    | 15   | −7    | 0      |

#### Groep H
| Datum   | Speler         | Gemiddelde | Score | Gemiddelde | Speler          |
| ------- | -------------- | ---------- | ----- | ---------- | --------------- |
| 11 nov. | Simon Whitlock | (86.48)    | 4 – 5 | (87.00)    | Berry van Peer  |
| 11 nov. | Gary Anderson  | (96.55)    | 5 – 3 | (91.98)    | Cameron Menzies |
| 12 nov. | Simon Whitlock | (90.31)    | 2 – 5 | (90.79)    | Cameron Menzies |
| 12 nov. | Gary Anderson  | (111.79)   | 5 – 1 | (68.65)    | Berry van Peer  |
| 13 nov. | Gary Anderson  | (104.73)   | 5 – 2 | (96.43)    | Simon Whitlock  |
| 13 nov. | Berry van Peer | (81.19)    | 5 – 4 | (81.52)    | Cameron Menzies |

| Pos. | Speler            | Wedstrijden | Wedstrijden | Wedstrijden | Legs | Legs | Legs  | Punten |
| ---- | ----------------- | ----------- | ----------- | ----------- | ---- | ---- | ----- | ------ |
| Pos. | Speler            | G           | W           | V           | LV   | LT   | Saldo | Punten |
| 1    | Gary Anderson (3) | 3           | 3           | 0           | 15   | 6    | +9    | 6      |
| 2    | Berry van Peer    | 3           | 2           | 1           | 11   | 13   | −2    | 4      |
| 3    | Cameron Menzies   | 3           | 1           | 2           | 12   | 12   | 0     | 2      |
| 4    | Simon Whitlock    | 3           | 0           | 3           | 8    | 15   | −7    | 0      |

## Knock-outfase
|  | Tweede ronde (best of 19 legs) 15–16 november | Tweede ronde (best of 19 legs) 15–16 november | Tweede ronde (best of 19 legs) 15–16 november |    |                          | Kwartfinale (best of 31 legs) 17–18 november | Kwartfinale (best of 31 legs) 17–18 november | Kwartfinale (best of 31 legs) 17–18 november |  |   | Halve finale (best of 31 legs) 19 november | Halve finale (best of 31 legs) 19 november | Halve finale (best of 31 legs) 19 november |  |   | Finale (best of 31 legs) 19 november | Finale (best of 31 legs) 19 november | Finale (best of 31 legs) 19 november |
|  |                                               |                                               |                                               |    |                          |                                              |                                              |                                              |  |   |                                            |                                            |                                            |  |   |                                      |                                      |                                      |
|  | A1                                            | Michael van Gerwen (105.64)                   | 10                                            |    |                          |                                              |                                              |                                              |  |   |                                            |                                            |                                            |  |   |                                      |                                      |                                      |
|  | B2                                            | Steve Lennon(94.27)                           | 3                                             |    |                          |                                              |                                              |                                              |  |   |                                            |                                            |                                            |  |   |                                      |                                      |                                      |
|  | B2                                            | Steve Lennon(94.27)                           | 3                                             |    | 1                        | Michael van Gerwen (104.26)                  | 16                                           |                                              |  |   |                                            |                                            |                                            |  |   |                                      |                                      |                                      |
|  |                                               |                                               |                                               |    | 1                        | Michael van Gerwen (104.26)                  | 16                                           |                                              |  |   |                                            |                                            |                                            |  |   |                                      |                                      |                                      |
|  |                                               |                                               | Rob Cross (102.54)                            | 13 |                          |                                              |                                              |                                              |  |   |                                            |                                            |                                            |  |   |                                      |                                      |                                      |
|  | B1                                            | Raymond van Barneveld(98.30)                  | Rob Cross (102.54)                            | 13 | 7                        |                                              |                                              |                                              |  |   |                                            |                                            |                                            |  |   |                                      |                                      |                                      |
|  | B1                                            | Raymond van Barneveld(98.30)                  |                                               |    | 7                        |                                              |                                              |                                              |  |   |                                            |                                            |                                            |  |   |                                      |                                      |                                      |
|  | A2                                            | Rob Cross (103.87)                            | 10                                            |    |                          |                                              |                                              |                                              |  |   |                                            |                                            |                                            |  |   |                                      |                                      |                                      |
|  | A2                                            | Rob Cross (103.87)                            | 10                                            |    |                          |                                              |                                              |                                              |  | 1 | Michael van Gerwen (106.87)                | 16                                         |                                            |  |   |                                      |                                      |                                      |
|  |                                               |                                               |                                               |    |                          |                                              |                                              |                                              |  | 1 | Michael van Gerwen (106.87)                | 16                                         |                                            |  |   |                                      |                                      |                                      |
|  |                                               | 5                                             | Phil Taylor (98.09)                           | 8  |                          |                                              |                                              |                                              |  |   |                                            |                                            |                                            |  |   |                                      |                                      |                                      |
|  | C1                                            | 5                                             | Phil Taylor (98.09)                           | 8  | Phil Taylor (101.04)     | 10                                           |                                              |                                              |  |   |                                            |                                            |                                            |  |   |                                      |                                      |                                      |
|  | C1                                            |                                               |                                               |    | Phil Taylor (101.04)     | 10                                           |                                              |                                              |  |   |                                            |                                            |                                            |  |   |                                      |                                      |                                      |
|  | D2                                            | Darren Webster (88.21)                        | 4                                             |    |                          |                                              |                                              |                                              |  |   |                                            |                                            |                                            |  |   |                                      |                                      |                                      |
|  | D2                                            | Darren Webster (88.21)                        | 4                                             |    | 5                        | Phil Taylor (103.97)                         | 16                                           |                                              |  |   |                                            |                                            |                                            |  |   |                                      |                                      |                                      |
|  |                                               |                                               |                                               |    | 5                        | Phil Taylor (103.97)                         | 16                                           |                                              |  |   |                                            |                                            |                                            |  |   |                                      |                                      |                                      |
|  |                                               | 4                                             | Daryl Gurney (96.43)                          | 4  |                          |                                              |                                              |                                              |  |   |                                            |                                            |                                            |  |   |                                      |                                      |                                      |
|  | D1                                            | 4                                             | Daryl Gurney (96.43)                          | 4  | Daryl Gurney (94.62)     | 10                                           |                                              |                                              |  |   |                                            |                                            |                                            |  |   |                                      |                                      |                                      |
|  | D1                                            |                                               |                                               |    | Daryl Gurney (94.62)     | 10                                           |                                              |                                              |  |   |                                            |                                            |                                            |  |   |                                      |                                      |                                      |
|  | C2                                            | James Wade (90.02)                            | 2                                             |    |                          |                                              |                                              |                                              |  |   |                                            |                                            |                                            |  |   |                                      |                                      |                                      |
|  | C2                                            | James Wade (90.02)                            | 2                                             |    |                          |                                              |                                              |                                              |  |   |                                            |                                            |                                            |  | 1 | Michael van Gerwen (102.63)          | 16                                   |                                      |
|  |                                               |                                               |                                               |    |                          |                                              |                                              |                                              |  |   |                                            |                                            |                                            |  | 1 | Michael van Gerwen (102.63)          | 16                                   |                                      |
|  |                                               | 2                                             | Peter Wright (97.39)                          | 12 |                          |                                              |                                              |                                              |  |   |                                            |                                            |                                            |  |   |                                      |                                      |                                      |
|  | E1                                            | 2                                             | Peter Wright (97.39)                          | 12 | Glen Durrant (99.33)     | 10                                           |                                              |                                              |  |   |                                            |                                            |                                            |  |   |                                      |                                      |                                      |
|  | E1                                            |                                               |                                               |    | Glen Durrant (99.33)     | 10                                           |                                              |                                              |  |   |                                            |                                            |                                            |  |   |                                      |                                      |                                      |
|  | F2                                            | Dave Chisnall (96.01)                         | 8                                             |    |                          |                                              |                                              |                                              |  |   |                                            |                                            |                                            |  |   |                                      |                                      |                                      |
|  | F2                                            | Dave Chisnall (96.01)                         | 8                                             |    |                          | Glen Durrant (92.58)                         | 10                                           |                                              |  |   |                                            |                                            |                                            |  |   |                                      |                                      |                                      |
|  |                                               |                                               |                                               |    |                          | Glen Durrant (92.58)                         | 10                                           |                                              |  |   |                                            |                                            |                                            |  |   |                                      |                                      |                                      |
|  |                                               | 2                                             | Peter Wright (93.68)                          | 16 |                          |                                              |                                              |                                              |  |   |                                            |                                            |                                            |  |   |                                      |                                      |                                      |
|  | F1                                            | 2                                             | Peter Wright (93.68)                          | 16 | Stephen Bunting (96.64)  | 4                                            |                                              |                                              |  |   |                                            |                                            |                                            |  |   |                                      |                                      |                                      |
|  | F1                                            |                                               |                                               |    | Stephen Bunting (96.64)  | 4                                            |                                              |                                              |  |   |                                            |                                            |                                            |  |   |                                      |                                      |                                      |
|  | E2                                            | Peter Wright (103.29)                         | 10                                            |    |                          |                                              |                                              |                                              |  |   |                                            |                                            |                                            |  |   |                                      |                                      |                                      |
|  | E2                                            | Peter Wright (103.29)                         | 10                                            |    |                          |                                              |                                              |                                              |  | 2 | Peter Wright (100.69)                      | 16                                         |                                            |  |   |                                      |                                      |                                      |
|  |                                               |                                               |                                               |    |                          |                                              |                                              |                                              |  | 2 | Peter Wright (100.69)                      | 16                                         |                                            |  |   |                                      |                                      |                                      |
|  |                                               | 3                                             | Gary Anderson (98.81)                         | 15 |                          |                                              |                                              |                                              |  |   |                                            |                                            |                                            |  |   |                                      |                                      |                                      |
|  | G1                                            | 3                                             | Gary Anderson (98.81)                         | 15 | Mensur Suljović (105.84) | 10                                           |                                              |                                              |  |   |                                            |                                            |                                            |  |   |                                      |                                      |                                      |
|  | G1                                            |                                               |                                               |    | Mensur Suljović (105.84) | 10                                           |                                              |                                              |  |   |                                            |                                            |                                            |  |   |                                      |                                      |                                      |
|  | H2                                            | Berry van Peer (95.39)                        | 2                                             |    |                          |                                              |                                              |                                              |  |   |                                            |                                            |                                            |  |   |                                      |                                      |                                      |
|  | H2                                            | Berry van Peer (95.39)                        | 2                                             |    | 6                        | Mensur Suljović (94.56)                      | 12                                           |                                              |  |   |                                            |                                            |                                            |  |   |                                      |                                      |                                      |
|  |                                               |                                               |                                               |    | 6                        | Mensur Suljović (94.56)                      | 12                                           |                                              |  |   |                                            |                                            |                                            |  |   |                                      |                                      |                                      |
|  |                                               | 3                                             | Gary Anderson (101.79)                        | 16 |                          |                                              |                                              |                                              |  |   |                                            |                                            |                                            |  |   |                                      |                                      |                                      |
|  | H1                                            | 3                                             | Gary Anderson (101.79)                        | 16 | Gary Anderson (106.91)   | 10                                           |                                              |                                              |  |   |                                            |                                            |                                            |  |   |                                      |                                      |                                      |
|  | H1                                            |                                               |                                               |    | Gary Anderson (106.91)   | 10                                           |                                              |                                              |  |   |                                            |                                            |                                            |  |   |                                      |                                      |                                      |
|  | G2                                            | Michael Smith (98.18)                         | 6                                             |    |                          |                                              |                                              |                                              |  |   |                                            |                                            |                                            |  |   |                                      |                                      |                                      |

2007 · 2008 · 2009 · 2010 · 2011 · 2012 · 2013 · 2014 · 2015 · 2016 · 2017 · 2018 · 2019 · 2020 · 2021 · 2022 · 2023 · 2024 · 2025